# Literatura estoniana
La literatura estoniana és la literatura escrita en estonià.

## Orígens
El primer llibre en estonià, un catecisme, el va compondre Johannes Kievel el 1517. Fins aleshores, només hi havia literatura oral, com els vanosōna (proverbis) i moistatus (endevinalles), molts d'ells recollits en el segle xix.
L'extensió de les idees protestants permeteren el desenvolupament de la literatura estoniana. El 1524 es compongué el Wanradtkoell Catechism, imprès a Wittemberg el 1535 i traduït per Simon Wanradt i Johannes Koell, mentre Joachim Rossihnius traduí l'Evangeli i les Epístoles al dialecte de Tartu, així com 39 sermons del pastor Georg Müller (1575-1608). La Bíblia sencera en estonià fou publicada per Anton Thor Helle (1683-1748), pastor de Kadrina, el 1739.
Durant l'ocupació sueca destacaren els obres dels jesuites Abrosius Weltherus (1591) i Guilielmus Buccius (1622), així com les gramàtiques més antigues en llengua estoniana, l'Aufuhrung zu der Ehstnischen sprache (1637) de Heinrich Stahl, basada en el dialecte de Tallinn i sobre la qual posteriorment es basarà l'abecedari de Bengt Gottfried Forselius (1660-1688), i la Grammatica estonica (1693) de Johann Hornung, basada en els dialectes meridionals. Per altra banda, el 1686 es va publicar a Tartu/Dorpat la primera versió de la Bíblia en estonià per J. Fischer, intendent general de Livònia, cosa que facilitarà la conversió general dels estonians al luteranisme. El poema més antic en estonià fou un alexandrí compost per Reiner Brocmann (1609-1647); un altre autor de poesia religiosa de l'època fou Johann Boecler.

## Elseglexix

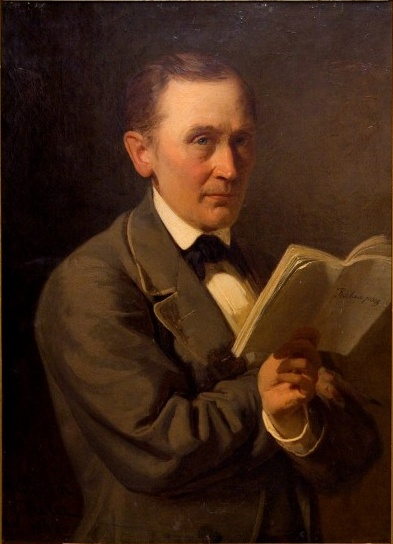
Friedrich Reinhold Kreutzwald.

Però el veritable naixement de la literatura estoniana es produí en el segle xix. El primer autor conegut, Kristian Jaak Peterson (1801-1822), estudiant de la universitat de Tartu/Dorpat, publicà el llibre de poemes Laulud, päevaraamat ja kirjad (1825). Però amb la creació per Fahlman de l'Õpetatud Eesti Selts (Societat de Lectura Estoniana), es formà la primera generació d'intel·lectuals i escriptors en estonià. Els primers a destacar foren Vidri Roin Ristmets, nom estonià de Friedrich Reinhold Kreutzwald (1803-1882), filòleg i compilador de l'epopeia Kalevipoeg, eesti rahra ennemvistsed jutud (Kalevipoeg, antics cants del poble estonià, 1856-1861), amb 20 cants i 19.000 versos, considerada l'obra mestra de la literatura estoniana, de caràcter èpic; també compongué el poema històric i filosòfic Lembit. Suve Jaan (Johann Sommer, 1777-1851) compongué la primera novel·la en estonià, Luige Laus (1843).
Posteriorment, destacarien alguns autors com Jakob Hurt (1839-1906) amb Beitrage zur kenntnis estnischer sagmund ueberlieferungen (1863), els Eesti rahvalaulud (Cants populars estonians, publicats el 1926-1932) i Pildid isamaa sündinud asjust (1879); Lydia Koidula (1843-1886), esposa de Kreutzwald i filla de J.W. Jannsenn, traductora i autora de dues col·leccions de cants el 1865-1866, així com d'Oja mölder ja tema minia (El minyó d'Oja i la seva núvia, 1863); Jakob Pärn (1843-1916), autor de la novel·la Oma tuba, oma luba (Casa pròpia, amo propi); Eduard Bornhöhe (1862-1923), amb la novel·la Tasuja (El venjador, 1880) sobre la revolta de l'any 1346. D'altres autors foren Anna Haava (1864-1957), autora de versos patriòtics i elegiacs, els poetes Ado Reinvald (1847-1894) i Karl Eduard Sööt (1862-1950), el capellà Ado Grenzstein (1849-1916), els religiosos Peeter Jakobson (1854-1899) i Martin Lipp (1854-1923), Juhan Kunder (Johann Kuhlbars, 1852-1888) i el filòleg Mihkel Veske (1843-1890), així com Jaan Bergmann (1856-1916) traductor de l'Odissea a l'estonià i els lírics Andres Saal i Jakob Liiv (1859-1938). Un dels darrers autors del segle fou Juhan Madarik (Johannes Lauristin, 1899-1941) empresonat durant 14 anys i autor de la novel·la Vabariik (República), així com Aleksander Tassa i Jakob Mändmets (1871-1930).

## Estònia independent 1920-1940
El segle XX suposarà la consagració definitiva de l'estonià com a llengua literària. Hi contribuirà el prestigi de tres grans autors del segle: Juhan Liiv (1864-1913), narrador realista, amb Kümme lugu (Deu històries, 1893), Nõia tütar (La filla del mag, 1895) i Luuletused (Cants, 1909); Eduard Vilde (1865-1933), amb novel·les històriques i naturalistes plenes d'idees socialistes, com Mahtra sõda (La guerra de Mahtra, 1902), Kui Anija mehed Tallinnas käisid (Quan els homes d'Anijas marxaren cap a Tallinn, 1903), Raudsed käed (Maneres de fer, 1898) on critica la servitud baltoalemanya, i Prohvet Maltsvet (El profeta Maltsvet, 1906); i el dramaturg August Kitzberg (1855-1927), amb els drames Tuulte pöörises (En l'huracà, 1906) sobre els fets del 1905, i Libahunt (L'ogre, 1912) sobre els prejudicis racials.
El primer grup literari en llengua estoniana del segle XX fou Noor-Eesti (Jove Estònia), del 1905 al 1915, que destacà per la seva reforma lingüística, sofisticació estilística i perfecció formal. Els principals autors foren el gran narrador Anton Tammsaare (1878-1940) autor de realisme psicològic en Kõrboja peremees (Camperols de Kõrboja, 1922) i Tõde ja õigus (Veritat i justícia, 1926-1933); Gustav Suits (1883-1956), professor d'estonià i literatura a la universitat de Tartu; Friedebert Tuglas (Friedebert Mihkelson, 1886-1971), especialista en narracions curtes i introductor de l'assaig i l'aforisme en l'estonià, autor de Hunt (Llop, 1901), Felix Ormusson (1915) i Raskuse vaim (L'esperit de la pesadesa, 1920); Johannes Aavik (1880-1973), renovador de la llengua influït pel finlandès amb Keeleuuenduse äärmised võimalused (1920); Villem Ridala (Villem Grünthal, 1885-1942), bard elegiac de les illes estonianes, amb el modernista Kauged rannad (Marges llunyans); el poeta místic Ernst Enno (1875-1934), el primer a usar el vers lliure amb Valgeõõ (Nit blanca, 1920); i Jaan Oks (1884-1918), influït per l'expressionisme. Altres autors menors foren Ernst Peterson Sargava (1868-1958) i Oskar Luts (1887-1953) amb Kevade (Primavera, 1912), versió estoniana del clàssic Huckleberry Finn.

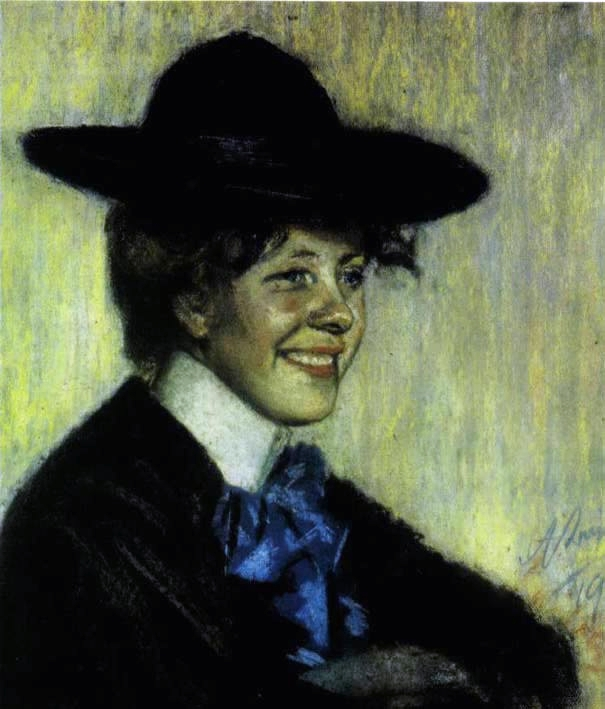
Retrat de Marie Under fet per Ants Laikmaa el 1904.

Un altre grup literari posterior, aparegut el 1917, fou Siuru (nom de l'ocell màgic de Kalevipoeg), al voltant de la revista d'aquest nom dirigida per Artur Adson (1889-1977) i Johannes Semper, de caràcter neoromàntic, avantguardista i antiformalista, i oposat al Noor-Eesti, que es desenvolupà en tots els gèneres llevat el drama. Fou clausurada el 1919 i els més destacats foren els poetes Marie Under (1883-1980) fugida a Suècia el 1944, autora dels poemes Hääl varjust (Veus de l'ombra, 1927) i Rõõm ühest ilusast päevast (Goig en un bell dia, 1928); Henrik Visnapuu (1890-1951); el poeta i crític Johannes Semper (1892-1970) i el novel·lista August Gailit (1891-1960), autor de Toomas Nipernaadi (1928). Tots ells eren influïts tant per l'expressionisme com pel futurisme. Altres autors foren August Mälk (1900-1987), exiliat a Suècia el 1944, qui va descriure la vida dels habitants de les illes a Surnud majad (La casa morta, 1934) i Läänemere isandad (El patró del Bàltic, 1936), Peet Vallak (Peet Pedajas, 1893-1959) influït per Anton Txékhov; Hugo Raudsepp (1883-1952), autor de comèdies, August Alle (1890-1952) i Hendrik Adamson (1891-1946).
El 1922 va aparèixer la revista Tarapita ("A l'atac", crit de guerra estonià), de caràcter literari, antiburgesa radical i que impulsarà temes socials. D'ella en formaran part Juhan Sütiste (1899-1945), Johannes Barbarus (1890-1946), Oskar Luts, Rudolf Sirge (1904-1970), amb Maa ja rahvas (Terra i poble, 1956), i Johannes Semper. També es desenvoluparen artes arts en estonià. Així el 1928 Evald Aava compongué la primera òpera estoniana, Vikerlased (Els vikings), i Eduard Tubin el primer ballet, Kratt (1943).
L'avantguardisme va tenir la seva representació des del 1923 amb la revista Looming (Creativitat), dirigida per Mait Metsarnuk (Eduard Hubel, 1879-1957), autor de les novel·les Jäljetu haud (Tombes sense empremtes, 1926) i Punane tuul (Vent vermell, 1929), i més tard Eesti keel (Llengua estoniana, 1922) de caràcter filològic, Uus Eesti (Nova Estònia, 1935-1940) d'informació general, i Vaba Maa (Terra Lliure, 1918-1938) més nacionalista.
Un altre grup important de poetes fou el dels autors del recull Arbujad (Màgics de la paraula, 1938), amb un estil poètic neoclàssic, més sobri i concentrat, publicat pel crític i traductor Ants Oras (1900) i on destacarien la neosimbolista Betti Alver (Elisabet Lepik, 1906), amb Tolm ja tuli (Pols i foc, 1936) i Tähetund (L'hora de les estrelles, 1966), i el seu marit Heiti Talvik (1904-1947), autor de Kohtupäev (Dia del judici final, 1937), així com el teòric lingüista Uku Masing (1909-1985), inspirat en el surrealisme; Mihkel Jürna (1899-1972), el poeta Karl August Hindrey (1875-1949) amb els poemes Välkvalgus (El resplandor de la llum, 1932) i August Jakobson (1904-1963) amb Vaeste patuste alev (La ciutat dels pobres pecadors, 1927).

## Literatura soviètica i d'exili
En acabar la segona guerra mundial, entre el 1944 i el 1974 es va produir una bifurcació en la literatura estoniana. Per una banda, estava la literatura sovietitzada, que no va reviure fins a partir de la mort de Stalin el 1956. Per altra banda, estava la literatura d'exili, suportada pels 70.000 emigrats a Estocolm, Nova York i Toronto.

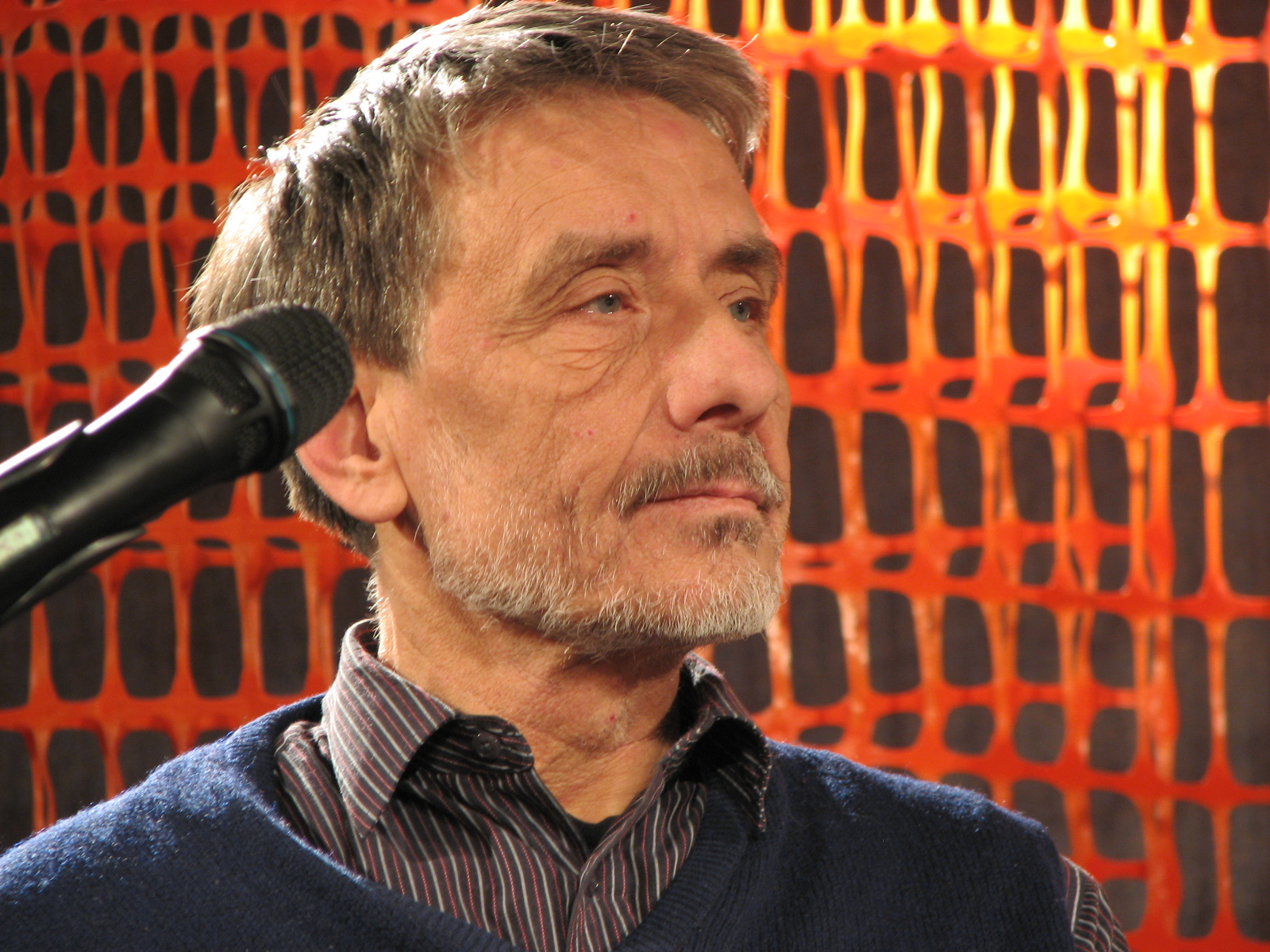
Paul-Eerik Rummo el 2011.

Pel que fa a la literatura a l'interior, destacaren les revistes Rahva Hääl (La veu del poble) i Sirp ja Vasar (La falç i el martell), així com els poetes procedents d'Arbujad, August Sang (1914-1969) amb Võileib suudlusega (Pa amb mantega i petó, 1965), i Jaan Kross (1920-2007), el primer a trencar amb el realisme socialista i experimentar amb Sõerikastaja (Carboner, 1958). D'altres autors seguiren el seu camí, com Artur Alliksaar (1923-1966), surrelista i amb peces de teatre de l'absurd com el drama poètic Nimetu saar (Ilal sense nom, 1966) i Paul-Eerik Rummo (1942), traductor de Dylan Thomas i autor dels poemes Tule ikka mu rõõmude juurde (Vine sempre amb els meus amics, 1964) i la peça de teatre absurd Tuhkatriinumäng (El joc de la Ventafocs, 1969). D'altres foren el místic profeta de l'ecologia, Jaan Kaplinski (1941), amb Tolmust ja värvidest (De pols i colors, 1967), i l'irònic poeta Jüri Üdi (Juhan Viiding, 1948-1995). L'impacte de Franz Kafka a la literatura estoniana influiria en les obres d'Arvo Valton (1935), amb la novel·la Rataste vahel (En rodatge, 1966); Enn Vetemaa (1936) i Mati Unt (1944-2005), autor de Võlg (La culpa, 1964), publicat al Canadà el 1966, Hüvasti, kollane kass (Adéu, gat groc, 1963) i el drama Phaeton, päikese poeg (Faetó, fill del sol, 1968). Menys importants foren Uno Laht (1924-2008), Mats Traat (1936), i Ellen Niit (1928)
Pel que fa a la literatura d'exili, d'antuvi comptava amb major qualitat mercès al mestratge del gran nombre d'autors exiliats (Under, Adson, Aavik, Suits, Visnapuu, Gailit, Mälk), amb revistes com Looming, que continuà publicant-se a Suècia, i dels joves autors que també marxaren, com el prosista Juhan Smuul (1922-1971), autor de Kirjad sõgedate külast (Carta des de la vila dels bojos, 1956); Karl Rumor (Karl Ast, 1886-1971), Albert Kivikas (1898-1978), Karl Ristikivi (1912-1977), amb la novel·la kafkiana Hindege õõ (La nit de totes les ànimes, 1953), on explora els problemes psíquics dels refugiats en clau kafkiana, la trilogia de Tallinn Tuli ja raud (Foc i ferro, 1938), Õige mehe koda (La casa de l'home just, 1940) i Rohtaed (L'orto, 1942), i Bernard Kangro (1910-1994), l'únic poeta Arbujad que va poder escapar a Europa, autor de Varjumaa (Terra d'ombres, 1962), Must raamat (Llibre negre, 1965) i Igatsetud maa (La terra rampant, 1949). Valev Uibopuu (1913-1997) establit a Suècia, també va fer novel·les de gran penetració psicològica com Igavene küla (La vila eterna, 1954). I els poetes Ilmar Laaban (1921-2000) amb el surrealista Ankruketi lõpp on laulu algus (El final de la cadena és el començament de la cançó, 1946), Aleksis Rannit (1914-1985) amb el poema Kuiv hiilgus (Brillantor seca, 1963), Aadu Hint (1910-1989) amb la novel·la Tuuline rand (Platja ventosa, 1951-1956), Raimond Kolk (1924-1992) amb els poemes Müüdud sõrmus (L'anell venut, 1959) i la novel·la Et mitte kunagi võita (Per no vèncer mai, 1969), i Ain Kaalep (1926) amb el drama Iidamast ja Aadamast (D'Eva i Adam, 1967).
El 1950 els exiliats fundaren a Lund una editorial per a literatura estoniana, així com les revistes Tulimuld (1950) i Mana (1958). Entre els joves valors de l'exili estigueren Ilmar Jaks (1923), Arno Vihalemm (1911-1990), Kalju Lepik (1920-1999), Debora Vaarandi (1916-2007), Ivar Grünthal (1924-1996), Helga Nõu (1934), Pedro Krusten (1897-1987), Juhan Jaik (1899-1948), Ain Kalmus (Evald Mänd, 1906-2001), Ilmar Sikemäe, Gert Halbemäe (1913-1974), Arvo Mägi (1913-2004), Ilmar Talve (1919-2007), Elin Toona (1937), Asta Willmann (1916-1984), Paul Viiding, Osvald Müür, A. Beekman, V. Beekman i H. Leberecht. I després de la independència, han destacat, entre d'altres, Emil Tode (Tõnu Õnnepalu, 1962), autor de Piiririik (Estat fronterer, 1993), o Andrus Kivirähk, (1970) novel·lista, dramaturg i autor de llibres per a infants, autor de Mees, kes teadis ussisõnu (L'home que sabia parlar serpent, 2007).